# Jean-Baptiste Joseph Debay (1802-1862)

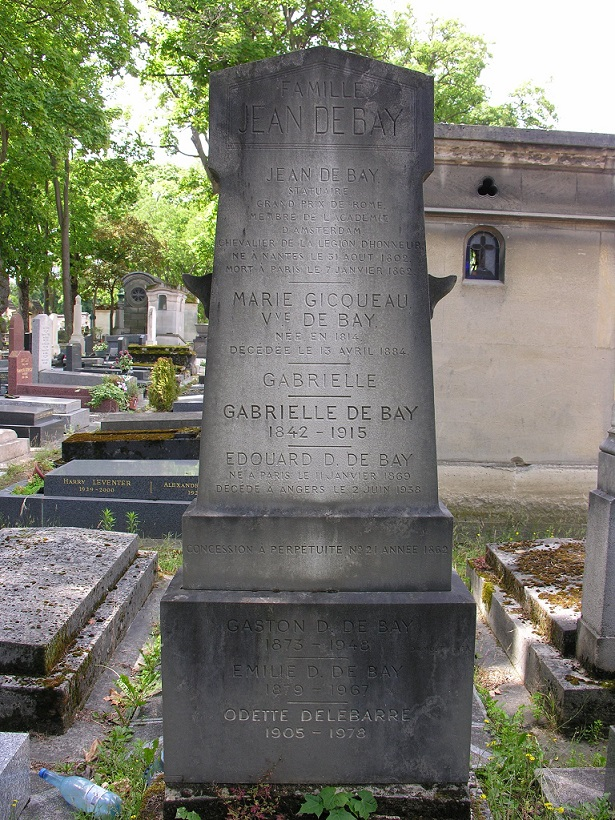
Sépulture de Jean-Baptiste Joseph Debay au cimetière du Montparnasse.

Ne doit pas être confondu avec Jean-Baptiste Joseph Debay (1779-1863).
Pour les articles homonymes, voir De Bay.
Jean-Baptiste Joseph Debay dit Debay fils, né le 30 août 1802 à Nantes et mort le 7 janvier 1862 à Paris, est un sculpteur français.

## Biographie
Jean-Baptiste Joseph Debay est le fils du sculpteur Jean-Baptiste Joseph Debay (1779-1863), dit Debay père, et le frère aîné du sculpteur et peintre Auguste-Hyacinthe Debay. Il fait ses études aux Beaux-Arts de Paris de 1824 à 1829 et obtient le prix de Rome en 1829, lui permettant un séjour à la villa Médicis à Rome de 1830 à 1834.
De son union avec Marie Gabrielle Gicqueau, fille d'un notaire nantais et petite-fille de Mathurin Crucy, naît Gabrielle Debay, épouse de l'architecte Édouard Delebarre-Debay.

## Œuvres dans les collections publiques
- Alata, château de la Punta Pozzo di Borgo : Les Quatre Saisons, groupe en marbre. Provient de l'hôtel de ville de Paris, sous l'escalier d'honneur.
- Bar-le-Duc, place de la Municipalité : Monument au maréchal Oudinot, 1850, bronze[3].
- Compiègne, avenue Royale : L'Hallali, 1838, groupe en bronze.
- Fontainebleau, château de Fontainebleau : La Pudeur cède à l'Amour, 1853, marbre.
- Nantes :
  - cours Cambronne : Monument au général Cambronne, 1848, bronze.
  - musée d'Arts : 
    - Hercule enfant étouffé par les serpents envoyés par Junon, 1830, marbre ;
    - Portrait de Jean Debay père, 1848, buste en plâtre ;
    - Portrait du Général baron Tharreau, buste en plâtre ;
    - Portrait de madame Mathurin Crucy, 1847, buste en plâtre ;
    - Portrait du Général Cambronne, buste en bronze.

  - musée d'Histoire : Portrait de Mathurin Crucy, architecte, 1834, buste en marbre, dépôt du musée d'Arts de Nantes.
  - passage Pommeraye : statues et médaillons.
- Paris :
  - École nationale supérieure des beaux-arts : Hyacinthe renversé et tué par le palet d'Apollon, 1829, statue en plâtre, prix de Rome de 1829[4].
  - musée du Louvre : Le Génie de la chasse, ou L'Hallali, ou Le Cerf aux abois, ou Le Génie de la chasse triomphant d'un cerf à dix cors, 1838, groupe en bronze[5].
  - palais du Louvre, cour Napoléon : Mignard, vers 1853, statue en pierre.
  - place de la Concorde : une figure pour la Fontaine des mers, 1840, bronze.
  - jardin du Luxembourg : Anne de Bretagne, 1846, statue en marbre de la série des Reines de France et Femmes illustres.

Œuvres de Jean-Baptiste Joseph Debay
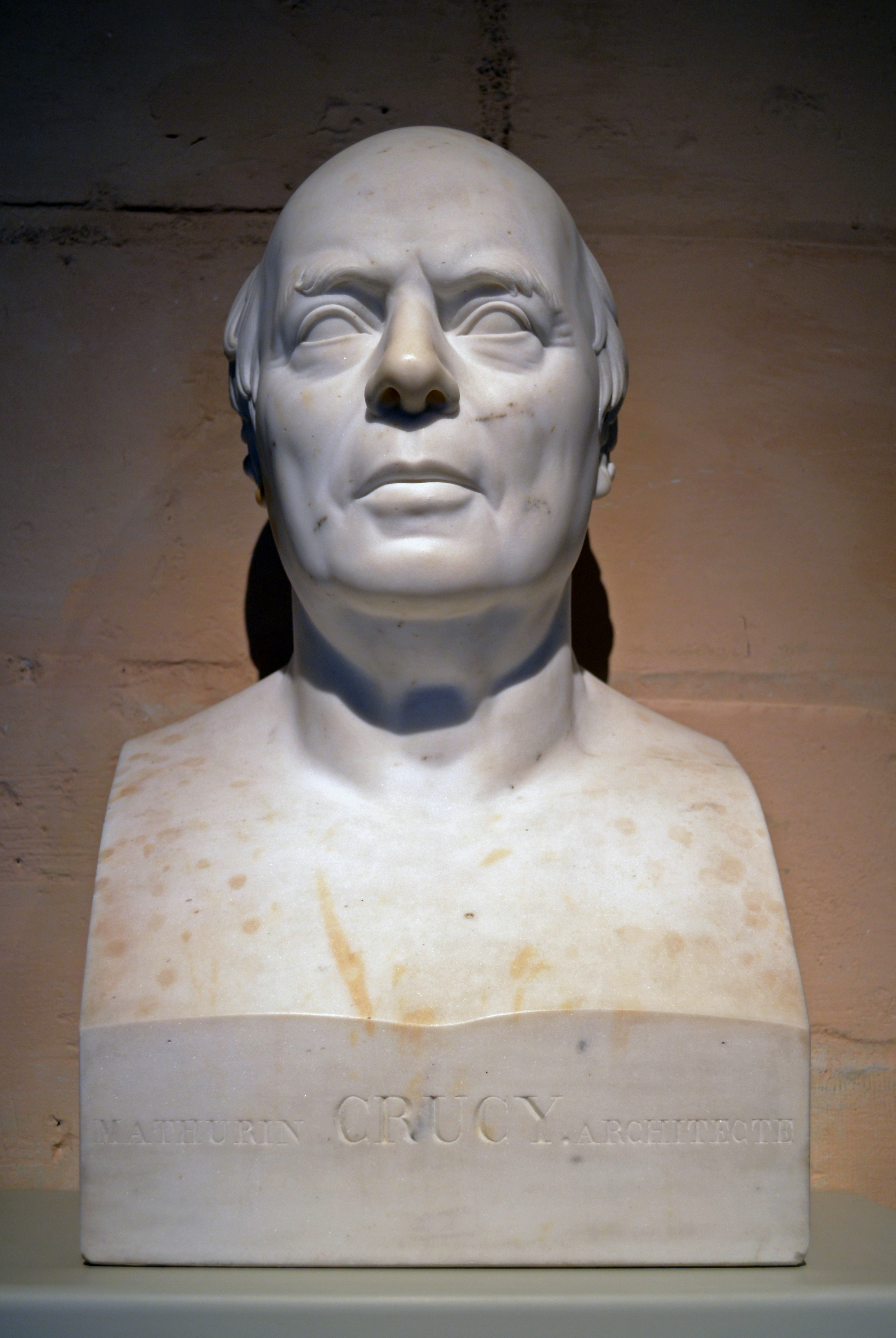
Mathurin Crucy (1834), musée d'Histoire de Nantes.
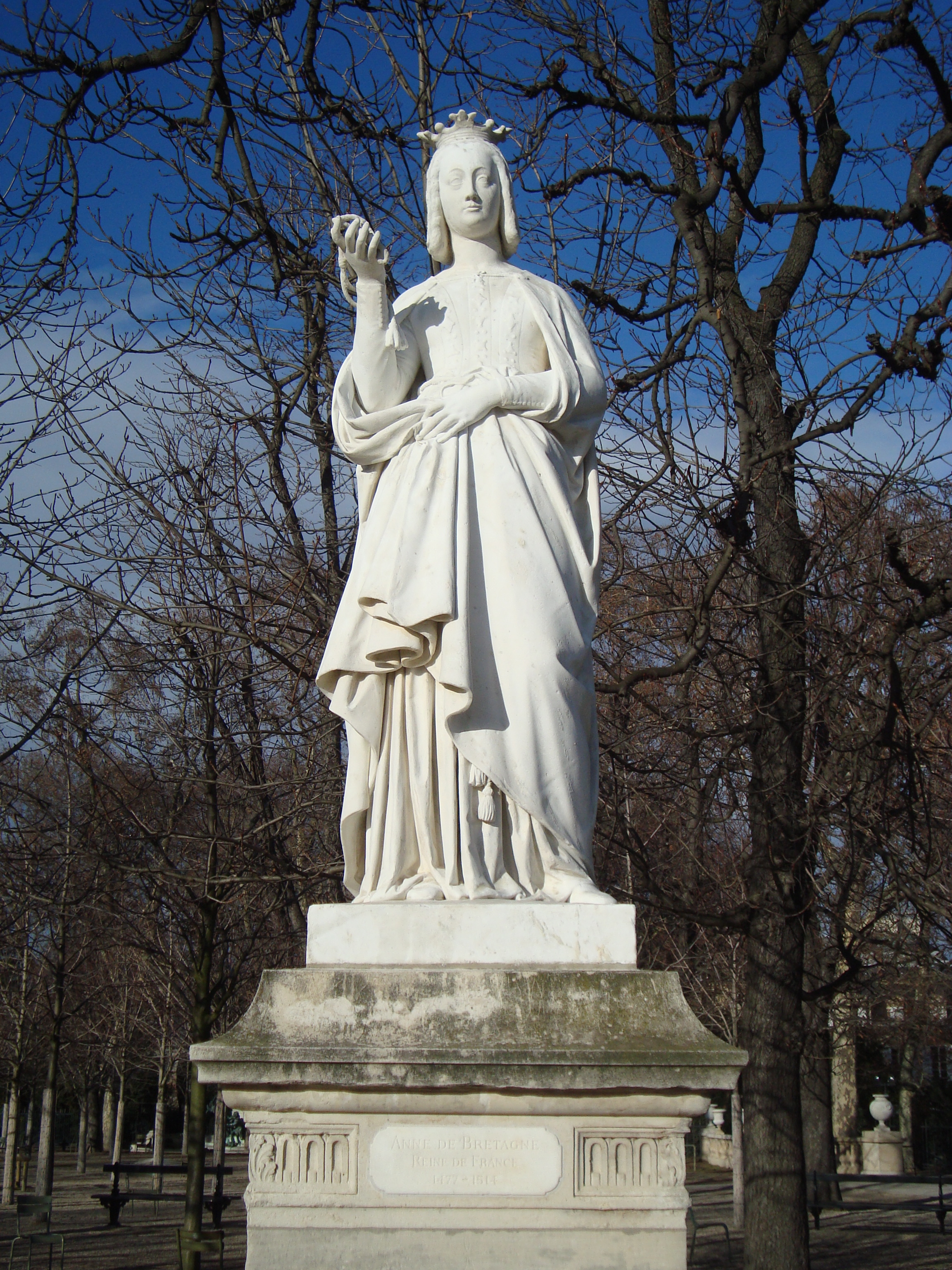
Anne de Bretagne (1846), Paris, jardin du Luxembourg.
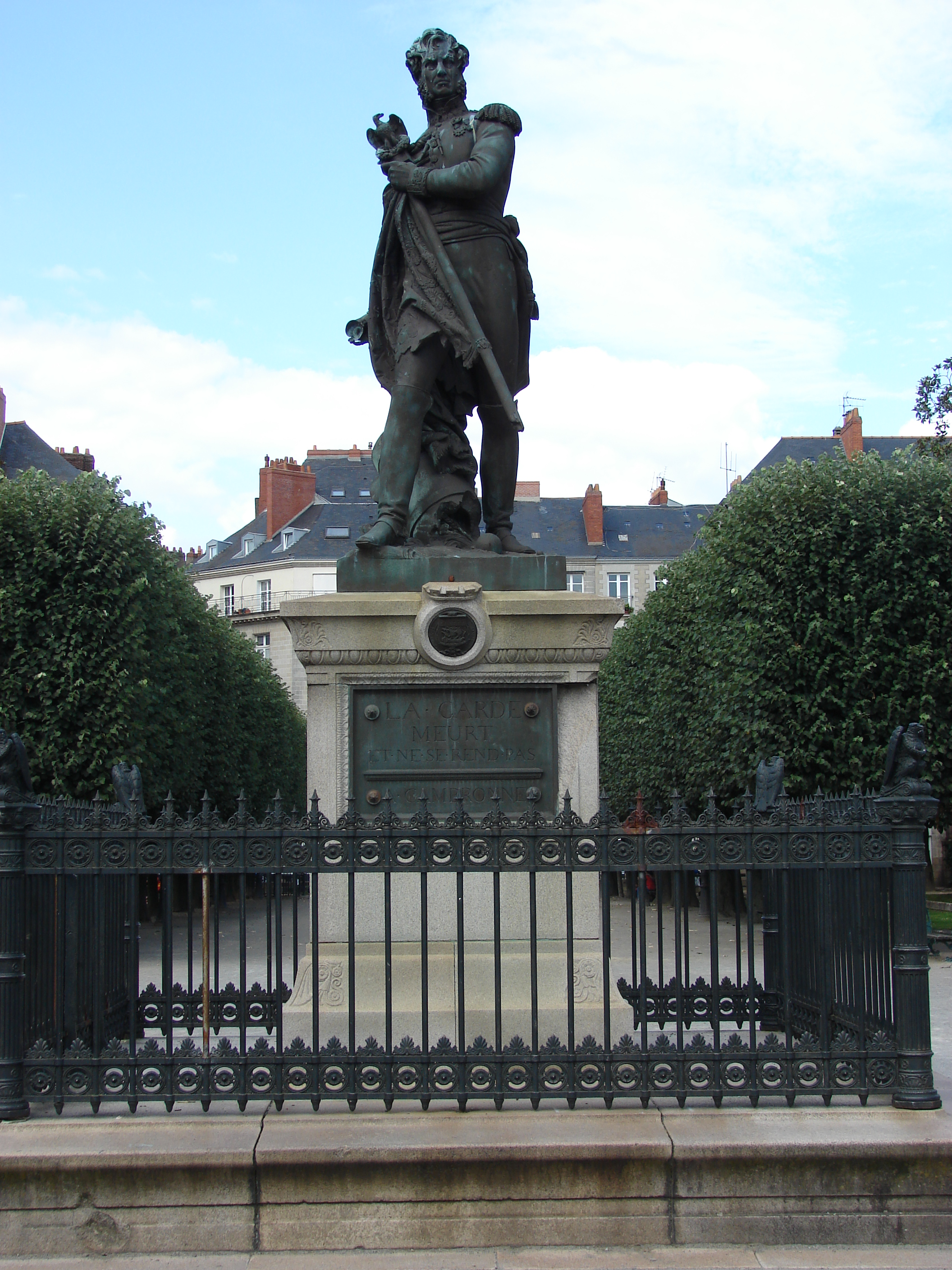
Monument au général Cambronne (1848), Nantes, cours Cambronne.
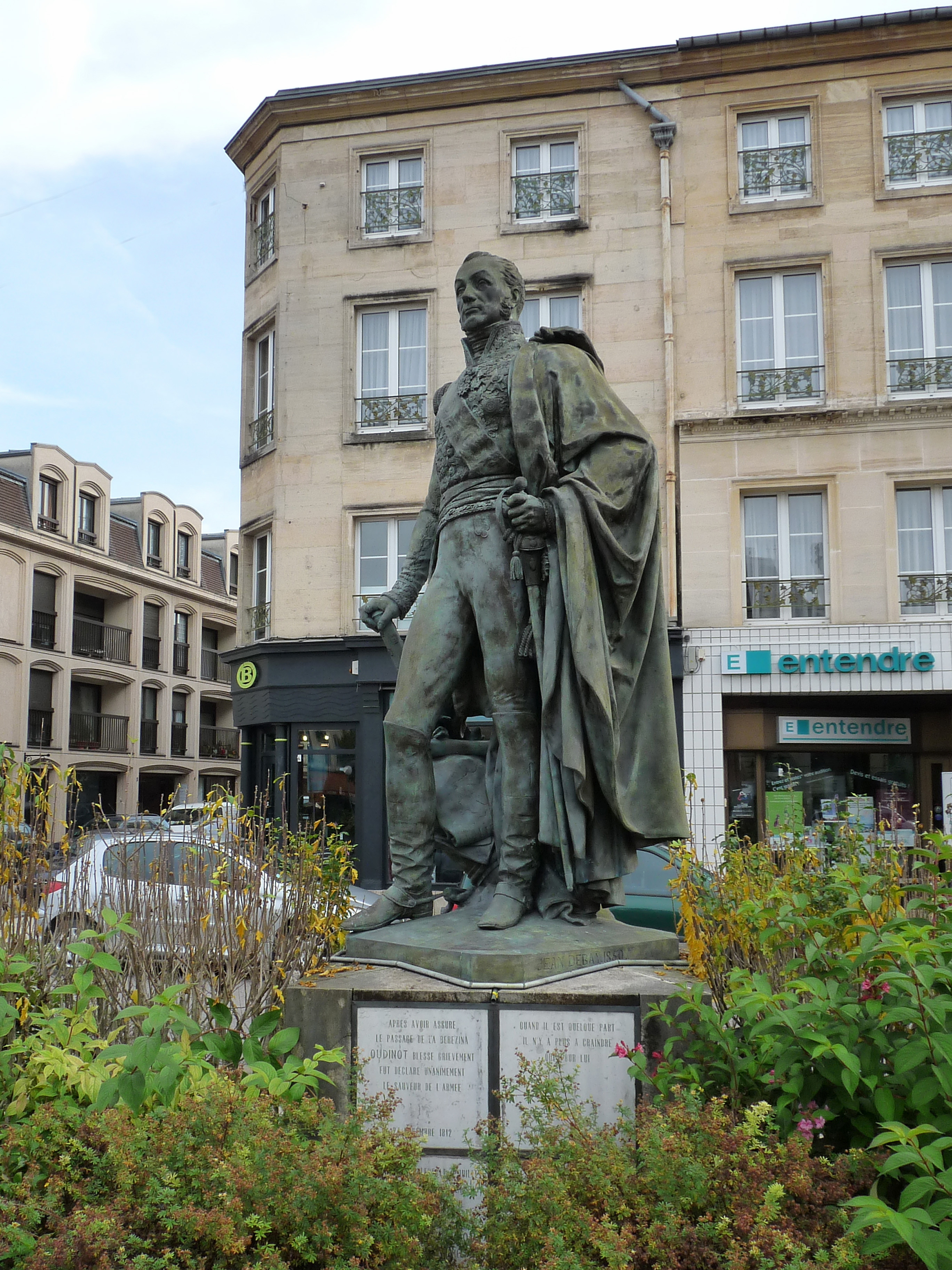
Monument au maréchal Oudinot (1850), Bar-le-Duc, place de la Municipalité.
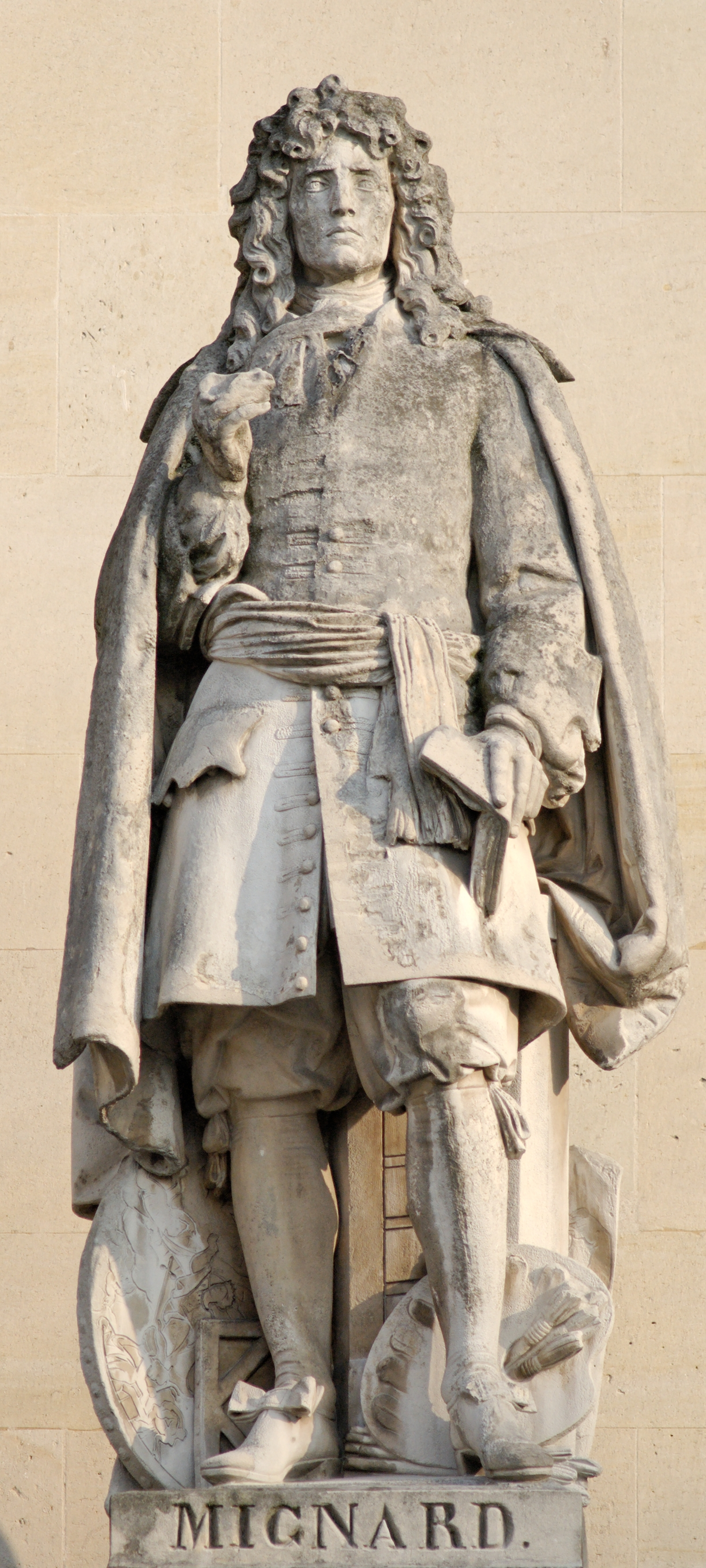
Mignard (vers 1853), Paris, palais du Louvre, cour Napoléon.